# آرنولد جکسون
آرنولد جکسون (انگلیسی: Arnold Jackson; ۵ آوریل ۱۸۹۱ – ۱۳ نوامبر ۱۹۷۲) فرد نظامی و ورزشکار دو و میدانی اهل بریتانیا بود.
همچنین برندهٔ جوایزی همچون نشان امپراتوری بریتانیا شده‌است. از افتخارات ورزشی وی می‌توان به کسب مدال طلا دو ۱۵۰۰ متر در بازی‌های المپیک تابستانی ۱۹۱۲ اشاره کرد.